# Oncidium bustosii
Oncidium bustosii är en orkidéart som beskrevs av Willibald Königer. Oncidium bustosii ingår i släktet Oncidium och familjen orkidéer. Inga underarter finns listade i Catalogue of Life.